# Bourk-papagáj
A Bourk-papagáj (Neopsephotus bourkii), korábban rózsáshasú- vagy esti papagáj, a madarak osztályának papagájalakúak (Psittaciformes) rendjébe és a szakállaspapagáj-félék (Psittaculidae) családjába tartozó Neopsephotus nem egyetlen faja.
Nevét Sir Richard Bourke kormányzóról kapta.

## Előfordulása
Ausztrália belső területein honos. Száraz, füves-bokros puszták lakója. Hobbiállatként sok helyen tartják.

## Tartása
Csak volierban érzi jól magát, nem agresszív természetű, kisebb és nagyobb madarakkal is együtt tartható, általában a madárpár élete is harmonikus. Táplálásra ajánlott az alábbi magkeverék: 50% köles, 25% fénymag, 15% zab, 10%napraforgómag, ezenkívül a szokásos papagájcsemegék: répa, saláta, sajt, lisztkukac stb. Védőházikóval ellátott kerti volierban átteleltethető.

## Megjelenése
Testhossza 19 cm, testtömege 35 g. A tojó homloka fehér, begyén a szegélyek keskenyebbek, kantárja és szemének környéke fehér, alsó szárnyfelületén fehér vonala van. A fiatal madarak a tojóra hasonlítanak, hasuk fakóbb (az első vedlés 4 hónapos korban esedékes).
|  |

## Életmódja
Párokban, vagy kisebb csapatokban, a talajon keresgéli fűfélékből és lágyszárú növények magvaiból álló táplálékát. Természetes élőhelye a füves puszták. Vízközelben akár 100 madár is összeverődhet. Reggel és este aktív.

## Szaporodása
Költési időszaka augusztus és december közé esik, ekkor fészkét faüregekben 1-3 méteres magasban rakja. Fészekalja 3-6 tojásból áll, melyen 18-19 napig kotlik. A fiókák kirepülési ideje még 4 hét, a szülők egy ideig még etetik a fiókákat.

## Tenyésztése
Első sikeres költetése a belga Kessels nevéhez fűződik, aki 1877-ben 5 fészekben 19 fióka felnevelésével büszkélkedhetett. Könnyen költésre bírható, az odú ajánlott mérete 18 × 18 × 25 cm, 5 cm-es röpnyílással.